# Most Malvía
Most Malvía (anglicky Malviya Bridge) je most smíšeného užití (silniční a železniční), který se nachází v indickém městě Varánásí. Vede severo-jižním směrem, překonává řeku Gangu. V téměř milionovém městě je jedním ze tří, který vede přes jednu z největších řek světa.
Most má 7 polí o délce 106 m a 9 polí o délce 33 metrů. Železniční trať, která po mostě vede, spojuje město Varánásí s městy Mugalsaráj a významným železničním uzlem Patna, směrem na východ země.

## Historie
O vzniku jednoho ve své době největších mostů v zemi bylo rozhodnuto v roce 1879 a stavební práce byly zahájeny v roce 1881. Ocelový příhradový dvoupatrový most prošel zátěžovou zkouškou v září 1887 a pro veřejnost byl zprovozněn v prosinci téhož roku. Na spodním patře se nachází železniční trať a na horním vozovka pro motorová vozidla. Po svém dokončení nesl název The Dufferin Bridge podle tehdejšího místokrále Lorda Dufferina. Byl prvním mostem v Indii, který postavila společnost Oudh and Rohilkhand Railway Company (O&R Railway). Stavbyvedoucím byl Frederick Thomas Granville Walton. Již slavnostní otevření mostu muselo být odloženo vzhledem k extrémně vysoké hladině řeky Gangy a možným záplavám. 
V roce 1948, nedlouho po vyhlášení nezávislosti Indie, byl most přejmenován. Jeho nový název Most Malvía odkazoval na indického vzdělance a účastníka boje za nezávislost, Madan Mohana Malvíju, který se zasadil o vznik univerzity ve Varánásí. Místní obyvatelstvo také používá název Ráždghátský most (anglicky Rajghat Bridge) podle obce, která se na druhé straně řeky Gangy nachází.
V roce 2016 bylo na mostě ušlapáno 20 lidí.
V druhé dekádě 21. století původní mostní konstrukce sloužila nepřetržitě již více než 120 let. V roce 2002 byl zakázán vjezd těžkých silničních vozidel na horní část mostu, v letech 2007 až 2009 byla vozovka opravena. V roce 2017 potvrdil průzkum katastrofální stav stavby, které hrozí zřícení. Místní úřady zamýšlejí původní konstrukci mostu strhnout a nahradit ji novější.

## V populární kultuře
Most se objevuje v příběhu Rudyarda Kiplinga s názvem Stavitelé mostu z roku 1929. Je tam označován názvem Kashi Bridge, podle neformálního názvu města Varanásí (Kaashi, neboli město světel). V příběhu je most rovněž ohrožen povodněmi.